# Viaduc du Mars
Le viaduc du Mars est un viaduc ferroviaire semi-métallique franchissant le Mars et la route départementale 12. Il est situé en partie nord sur la commune de Méallet et en partie sud sur la commune de Jaleyrac dans le Cantal, en France.

## Situation ferroviaire
Établi à environ 448 mètres d'altitude, le viaduc du Mars est situé au point kilométrique (PK) 476,700 de la ligne de Bourges à Miécaze sur une section à voie unique, entre la gare fermée de Vendes et la gare fermée de Jaleyrac - Sourniac.

## Histoire
Le viaduc est mis en service le 1er juillet 1893 et fermé à tous trafics le 2 juillet 1994.
Le viaduc du Mars est inscrit au titre des monuments historiques par arrêté du 28 octobre 2006.

## Caractéristiques
C'est un viaduc droit recevant une voie ferroviaire composé de deux travées en treillis métallique de 53 m et deux de 43 m reposant sur des piliers en maçonnerie, d'une longueur totale de 220 m.